# 人工智能促进协会
人工智能促进协会（英語：Association for the Advancement of Artificial Intelligence）是人工智能领域的主要学术组织之一。该协会主办的年会（AAAI, The National Conference on Artificial Intelligence）是一个全世界最主要的人工智能学术会议。

## 历史
该组织成立于1979年，原名“美国人工智能协会”（American Association for Artificial Intelligence），并于2007年更名为“人工智能促进协会”。 它在全球拥有超过4,000名成员。 在其早期历史中，该组织由计算机科学领域的著名人物领导，如艾倫·紐厄爾、愛德華·費根鮑姆、馬文·閔斯基和約翰·麥卡錫。 目前的主席是約蘭達·吉爾。

## 奖项
除了協會會士以外，AAAI还有其他几个类别的奖项：

## ACM-AAAI Allen Newell Award奖项
ACM-AAAI艾伦纽厄尔奖颁发给的在其领域有特大贡献的人，这些人在计算机科学领域做出贡献或将计算机科学和其他学科连接。 该奖项奖金10,000美元，该奖由人工智能促进协会（AAAI），電腦協會（ACM）以及个人贡献的支持。 
历届获奖人:
- Margaret A. Boden (2017)
- Jitendra Malik (2016)
- Eric Horvitz (2015)
- Jon Kleinberg (2014)
- Moshe Tennenholtz and Yoav Shoham (2012)
- Stephanie Forrest (2011)
- Takeo Kanade (2010)
- Michael I. Jordan (2009)
- Barbara J. Grosz and Joseph Halpern (2008)
- Leonidas Guibas (2007)
- Karen Spärck Jones (2006)
- Jack Minker (2005)
- Richard P. Gabriel (2004)
- David Haussler and Judea Pearl (2003)
- Peter Chen (2002)
- Ruzena Bajcsy (2001)
- Lotfi A. Zadeh (2000)
- Nancy Leveson (1999)
- Saul Amarel (1998)
- Carver Mead (1997)
- Joshua Lederberg (1995)
- Fred Brooks (1994)

### AAAI/EAAI 杰出教育者奖
212/5000
年度AAAI / EAAI杰出教育者奖于2016年创立，旨在表彰为人工智能教育做出重大贡献的人（或团体），为人工智能社区做出长期贡献。
历届获奖者:
- Todd W. Neller (2018)
- Sebastian Thrun (2017)
- Peter Norvig and Stuart J. Russell (2016)

## 引用
1. ↑  .   [2019-07-03]. （原始内容存档于2020-11-06）.
2. ↑  . Association for Computer Machinery.   [2012-04-26]. （原始内容存档于2012-05-16）.
3. ↑  . ACM Awards. ACM.   [2017-04-11]. （原始内容存档于2021-02-26）.
4. ↑  .   [2018-06-06]. （原始内容存档于2021-01-05）.